# Schuhspikes

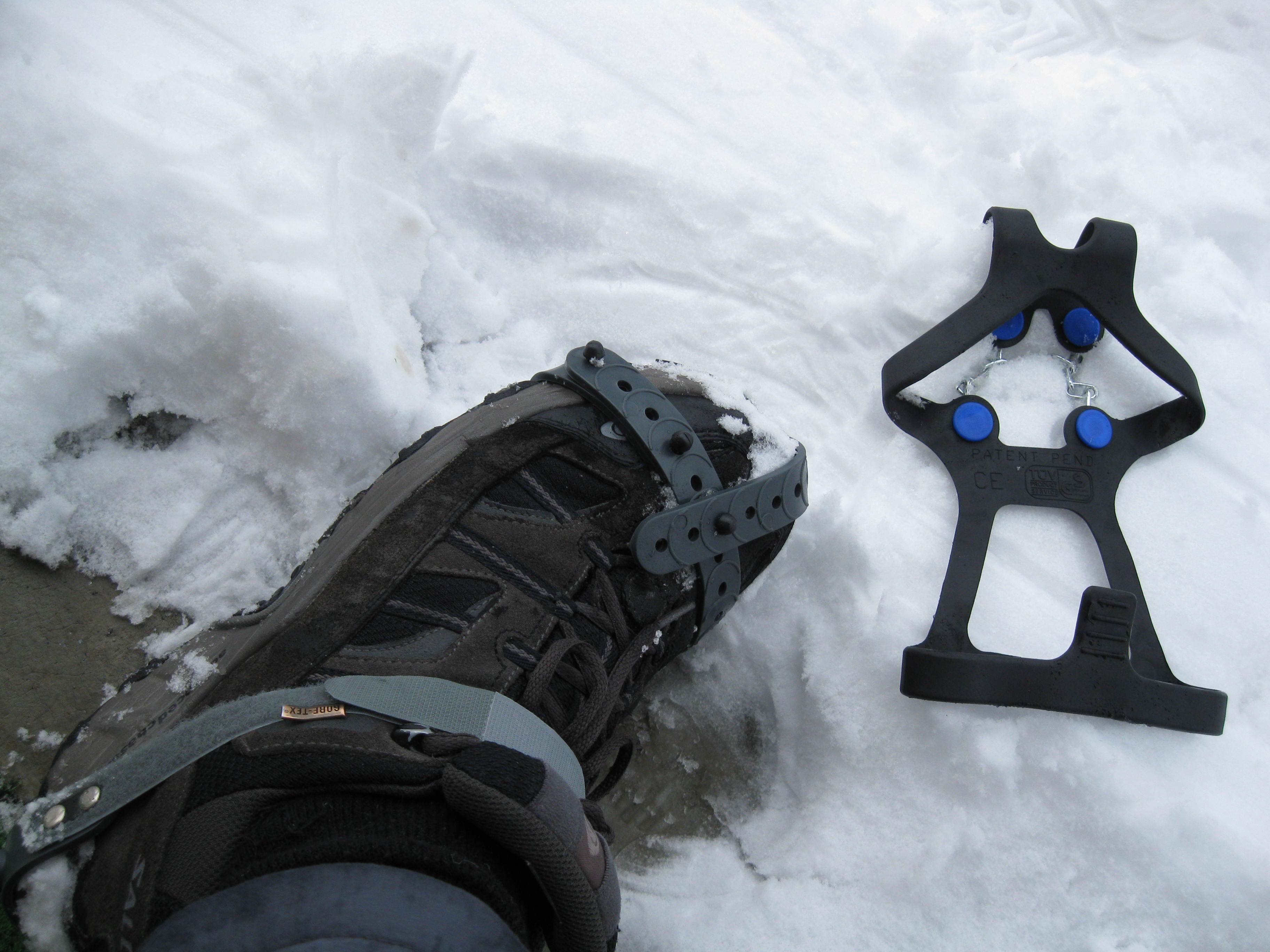
Zwei Modelle: Spikes und Ketten

Schuhspikes oder Spikes (englisch für Dorn, Nagel, Zacke) sind Halterungen aus Gummi oder Kunststoff, an deren Unterseite Metallstifte, -zacken oder -ketten eingearbeitet sind. Sie werden so über die Schuhe gezogen, dass die Spikes an der Schuhsohle fixiert sind. Dadurch wird die Rutschgefahr beim Gehen auf glattem Untergrund gemindert. Schuhspikes müssen als persönliche Schutzausrüstung die CE-Kennzeichnung aufweisen.

## Beschreibung

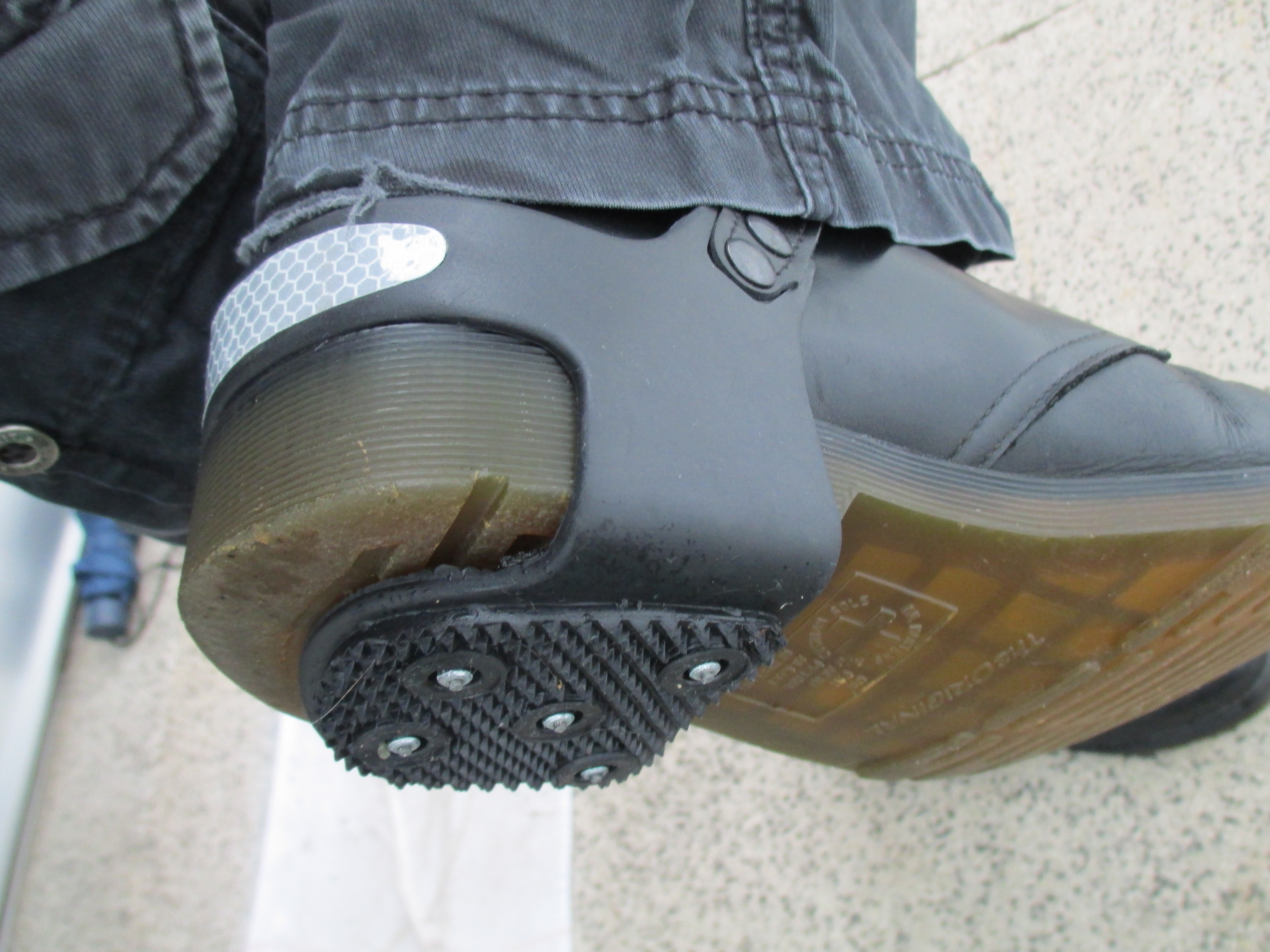
Gleitschutz für die Ferse mit Spikes

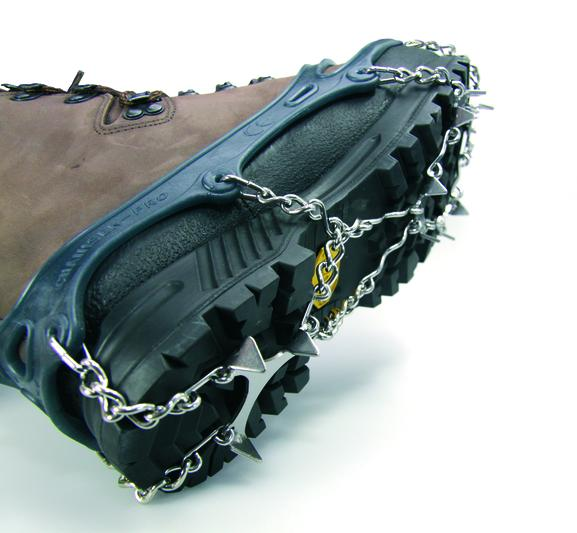
Kombination aus Schuhkette mit Spikes

Unterschieden werden Modelle mit Zacken und Modelle mit Metallstiften. Gleitschutzmodelle mit Zacken erhöhen die Sicherheit und Grip auf Eis, Schnee oder rutschigem Untergrund wie matschigen Trails oder nassem Waldboden. Die einzelnen Spikes können in Länge und Dicke je nach Modell variieren. Sie sind mehrere Millimeter lang und werden beim Gehen in den Untergrund getreten, wodurch sich ein hocheffizienter Gleitschutz selbst bei starkem Gefälle erzielen lässt. Modelle mit Metallstiften sind für Glatteis geeignet.
Schuhspikes besitzen in der Regel vier bis acht Spikes unter dem Vorfuß und zwei bis vier Spikes unter der Ferse, wodurch ein sicherer Gang bei natürlichem Abrollen des Fußes ermöglicht wird. Es gibt Modelle für Schuhe mit schmalem Absatz (z. B. Pumps), die nur unter dem Vorfuß Spikes haben. Ihr Einsatz erfordert ein bewusstes Auftreten mit dem Vorfuß. Ferner gibt es auch Modelle, die nur im Fersenbereich anliegen und Winterstiefel mit in den Sohlen durch Umklappen versenkbaren Eiskrallen. Das Gehen mit Schuhspikes auf Stellen mit blankem Asphalt oder Steinen kann die Stahlstifte und ihre Halterungen beschädigen, wie auch eine schlurfende Gangart. Problematisch sind Spike-Schuhe auf empfindlichen Bodenbelägen, die leicht beschädigt werden können, weshalb die Verwendung auf bestimmten Untergründen verboten ist (z. B. auf Parkettböden); auf glatten Marmor- oder Parkettböden ist die Rutschgefahr mit Spikes höher als ohne.
Die einzelnen Spikes werden beim Auftreten gleichmäßiger belastet und senkrecht aufgetreten, wenn der verwendete Schuh keine oder nur eine gering profilierte Sohle besitzt. Ist das Sohlenprofil tief, liegen die Spikes teilweise schräg, was die Wirksamkeit beeinträchtigen und den Kunststoffhalterungen schaden kann.
Neben Schuhspikes gibt es Schneeketten für Schuhe, die besonders auf Schnee verbesserten Halt bieten, auf Eis jedoch wenig bewirken.